# Aleksandr Pavlovič Kutepov
Aleksandr Pavlovič Kutepov (in russo Александр Павлович Кутепов?; Čerepovec, 16 settembre 1882 – Parigi, 5 ottobre 1930) è stato un militare e politico russo.

## Biografia
È stato un militare russo, uno dei leader monarchici dell'Armata bianca durante la guerra civile russa. Presidente dell'Unione militare russa (ROV), nel 1930 fu rapito dagli agenti della GPU e nel trasferimento da Parigi a Mosca, morendo assassinato in strada a Parigi.

### Vita e servizio militare
Kutepov si laureò alla Junker di San Pietroburgo nel 1904. Come giovane ufficiale di fanteria, combatté nella guerra russo-giapponese, dove fu ferito gravemente e decorato al valore. Nel 1906 fu trasferito al reggimento Preobraženskij, un reggimento di élite. Durante la prima guerra mondiale, ricevette numerose decorazioni per il coraggio e fu nuovamente ferito in azione. Durante la guerra, fu nominato comandante del Reggimento Preobraženskij. In quanto tale, divenne l'ultimo comandante di questo storico reggimento prima della sua dissoluzione. Durante la rivoluzione russa di febbraio fu a capo della guarnigione zarista di Pietrogrado, cercando di organizzare un'efficace resistenza e divenendo l'ultimo difensore dell'autocrazia, ma non riuscì a fermare gli insorti.

### Guerra civile russa
Dopo la rivoluzione d'ottobre, Kutepov entrò a far parte dell'Esercito volontario anti-bolscevico (parte del Movimento Bianco) all'inizio della guerra civile russa. In quel momento si trovava a dirigere un reggimento in Bessarabia. Il 1º dicembre 1917 in seguito alla creazione del bolscevico Comitato militare rivoluzionario del Fronte Sudoccidentale il generale Kutepov ordinò lo scioglimento del suo reggimento e dalla Bessarabia il 7 attraversando Kiev si diresse sul Don, dove una volta giunto il 24 si unì ai contro-rivoluzionari di Alekseev, di cui diventò responsabile del presidio della città di Taganrog, dove a metà gennaio combatté fieramente attorno Matveev Kurgan nel Matveevo-Kurganskij rajon fino al 23, quando fu presa dall'Armata Rossa di Rudolf Sievers dopo feroci lotte. Durante la Marcia del Ghiaccio del febbraio 1918, Kutepov era comandante di un reggimento come ufficiale. Si consideri che all'inizio della guerra civile russa il piccolo esercito volontario aveva un surplus di ufficiali, il che significava che molti di loro dovevano servire da soldati comuni, che formarono presto le unità dell'esercito bianco. Dopo la morte in battaglia del colonnello Nežencev, Kutepov assunse il comando del reggimento di Lavr Georgievič Kornilov, e dopo la sua morte, divenne comandante della prima divisione di fanteria. Quando i bianchi catturarono Novorossijsk nell'agosto del 1918, Kutepov fu nominato governatore generale del Governatorato del Mar Nero.
A partire dal gennaio 1919, il trentaseienne Kutepov divenne comandante del I Corpo dell'esercito bianco. Tra 18-31 dicembre 1919 si svolge l'Operazione Donbass: la controffensiva sovietica in Ucraina e la guerriglia anarchica nelle retrovie ricaccia in Crimea, a Odessa, e sul Don le Forze armate della Russia meridionale; il 20 l'Armata Rossa cattura Kremenčuk, il 27 Luhans'k, il 28 Bachmut, il 29 Debal'ceve, il 30 Gorlovka, ed il 4 gennaio Juzivka (l'odierna Donec'k) (tuttavia non riescono a penetrare in Crimea); il 30 viene abolito il comando generale delle forze armate della Russia meridionale e sostituito dal Governatorato del comandante in capo delle forze armate della Russia meridionale che in gennaio si ritira all'interno della regione del Don sotto il comando del generale Kutepov. A gennaio 1920 l'Armata dei Volontari sconfitta sul Don si separa dalle Forze armate della Russia meridionale e si unisce ai resti dell'Armata Cosacca "di Krasnov" (affidata dall'autunno 1919 a Maï-Maïevski dopo Vrangel') sconfitta a Caricyn formando l'"Armata del Don" sotto il comando del generale Kutepov nel tentativo di fermare l'avanzata dei sovietici ormai affacciati al Kuban'; il 17 varcati Don e Volga inizia la campagna del generale dell'Armata Rossa Michail Tuchačevskij nel nord Caucaso per eliminare le ultime forze bianche di Denikin e Kutepov. Il 26 marzo Denikin con quel che rimane delle armate bianche nel Kuban' opta per evacuare Novorossijsk e dirigersi in Crimea assieme al Presidente del governo della Russia meridionale Bogaevskij, unendosi ai reparti di Vrangel' (appena ritornato dal breve esilio) e di Kutepov.

### In esilio
Dopo la sconfitta definitiva dell'Esercito Bianco nella penisola di Crimea, Kutepov e i resti dei suoi corpi furono evacuati a Gallipoli nel novembre del 1920. Malgrado le circostanze sfavorevoli, le truppe ritrovarono il morale e mantennero la loro coerenza militare grazie alla leadership di Kutepov. Durante l'esilio a Gallipoli creò l'"Organizzazione Kutepov", un'organizzazione segreta per le attività di ricognizione e di sabotaggio nel territorio dell'Unione Sovietica. All'inizio del periodo di Gallipoli, Kutepov fu criticato da molte delle sue truppe a causa delle misure disciplinari imposte, ma alla fine fu considerato calorosamente da molti di loro. Durante tutta la sua carriera, Kutepov ebbe una reputazione di capo militare deciso, diretto e senza scrupoli. Durante i tempi caotici della guerra civile russa, l'ordine era di solito ripristinato rapidamente dopo l'arrivo di Kutepov. Ciò avveniva, però, con la rapida e spietata applicazione della pena di morte per sospetti detenuti e perpetratori di pogrom. Quando il campo di Gallipoli fu sciolto, Kutepov si trasferì in Bulgaria alla fine del 1921. Due anni dopo fu espulso dal paese durante gli sconvolgimenti dell'epoca di Aleksandar Stambolijski. Kutepov e sua moglie si stabilirono a Parigi. Dopo la morte del generale Pëtr Nikolaevič Vrangel' nel 1928, divenne il capo dell'Unione militare russa e continuò le sue attività antisovietiche.
Il 26 gennaio 1930, Kutepov fu rapito a Parigi da agenti della GPU. Secondo Pavel Sudoplatov, "questo compito è stato eseguito nel 1930 da Jakov Serebrjanskij, assistito da sua moglie e da un agente presso la polizia francese, vestiti con uniformi della polizia francese, hanno fermato Kutepov per la strada con il pretesto di interrogarlo e metterlo in un'auto. Durante la lotta, ha avuto un attacco di cuore ed è morto, mi ha detto Serebrjanskij. Ha seppellito Kutepov vicino a casa di uno dei nostri agenti nei pressi di Parigi".
La polizia francese credeva che Kutepov fosse stato trasferito clandestinamente in Unione Sovietica. L'ex generale dell'esercito bianco Nikolaj Skoblin, un membro della linea interna, fu sospettato di essere complice nel suo sequestro. Ma Walter Laqueur affermò: "Skoblin non aveva niente a che fare con questa relazione, perché era stato reclutato solo dopo la scomparsa di Kutyopov". Il generale del KGB Sudoplatov confermò questa affermazione nelle sue memorie.